# Pizzo Campolungo
Der Pizzo Campolungo ist ein Berg der Lepontinischen Alpen im Schweizer Kanton Tessin. Er liegt südöstlich des Campolungo-Passes auf 2714 m ü. M., mit einem Nebengipfel auf 2689 m ü. M. Die Aussicht reicht bis zum Lago Tremorgio und zu den Gemeinden Prato (Leventina) und Dalpe.

## Geographie
Der Gipfel erhebt sich auf der Gemeindegrenze von Dalpe und Quinto im Bezirk Leventina. Am Südhang liegt der Lago di Morghirolo, am Nordhang der Lago di Leìt (auch Laghetto Campolungo). Wenig südöstlich am Grat befindet sich der Pizzo Lei di Cima (2680 m ü. M.), im Westen teilt sich der Grat nach Nordwesten zum Pizzo del Prévat (2557 m ü. M.) und nach Südwesten zum Mognoi (2651 m ü. M.).